# 金屬英雄系列
《金屬英雄系列》（メタルヒーローシリーズ）是八手三郎原作，1982年3月5日至1999年1月24日的17年間在朝日電視台系列播送，由東映於1982年起所製作的特攝電視劇系列。

## 概要
主人公多是擁有金屬光澤的身體，所以最初愛好者以此稱呼，之後东映官方正式将其采纳为系列名称。
1985年《巨獸特搜Juspion》至第35話後從原本的每周五19:30，移動到每周一19:00播放。
1989年《機動刑事Jiban》至第九話後從原本的每周日早上9:00，移動到每周日早上8:00至8:30播放。
“金屬英雄”之名開始時是因為劇中英雄造型總是閃亮的金屬戰甲因此被觀眾如此方便稱呼，後來被官方沿用。雖然最初它是單獨的具有相同的名稱作為標題，《特警Winspector》之後，它成為集體英雄的事情，《鐵甲小寶》和《鐵腕偵探露寶達》正在成為滑稽的元素是在強烈的風格那裡。許多英雄已經屬於公營機構，如警察，在很多情況下，這樣的活動作為一種職業。正式地，《宇宙刑事卡邦》（1982年），《鐵腕偵探露寶達》（1998年），從17作品到有一個金屬英雄。在另一方面也有一種觀點認為，風格是達到《超重甲戰隊》不包含不同的《鐵甲小寶》和《鐵腕偵探露寶達》的金屬英雄。
由於在廣播時有宣布作為一個清晰的系列，也有許多書未被視為系列。此外，一些英雄的作品有一個非金屬的身體，其中一個是《世界忍者戰磁雷矢》不包括在過去從萬代出售的金屬英雄的完整編輯視頻中，他沒有被視為金屬英雄。
2012年，由於在21世紀的平成時期《宇宙刑事系列》三部陸續新拍。系列首次單獨電影化的《宇宙刑事Gavan THE MOVIE》于2012年10月20日公开上映。由於2014年，二次DVD化的《宇宙刑事 NEXT GENERATION》系列同時宣布拍摄。《宇宙刑事Sharivan NEXT GENERATION》10月10日公開發售。《宇宙刑事Shaider NEXT GENERATION》11月7日公開發售。

## 世界觀
如前所述，整個系列中很少有共同的元素，但另一方面，一些作品共享世界觀（下面的例子）。
《宇宙刑事系列》（《宇宙刑事Gavan》，《宇宙刑事Sharivan》，《宇宙刑事Shaider》）
- 除了另一部作品的主角的客串外，還出現了大山小次郎、星野月子、柯姆長官等常見人物。

 《救援警察系列》（《特警Winspector》，《特救指令Solbrain》，《特搜Exceedraft》）
- 除了另一部作品的主角的客串外，還出現了正木俊介等常見人物。

《重甲戰隊系列》（《重甲戰隊》，《超重甲戰隊》）
- 除了另一部作品的主角的客串外，還出現了老師古魯等常見人物。

《海賊戰隊豪快者 VS 宇宙刑事卡邦 The Movie》
- 為了系列30週年，第一位宇宙刑事卡邦與超級戰隊系列第35作《海賊戰隊豪快者》共同主演。

《假面騎士×超級戰隊×宇宙刑事 超級英雄大戰Z》
- 包括第2代卡邦在內的金屬英雄是，如超級戰隊系列第37作《獸電戰隊強龍者》和平成假面騎士系列第14作《假面騎士Wizard》多個人合作。

《SPACE SQUAD》
- 宇宙刑事系列與《特搜戰隊刑事連者》之間的交叉作品。其他金屬英雄系列的角色也出現了。

## 電視版系列
放送話數和通算回數是不計特別編的話數。
| 年份       | 中文標題            | 日文標題                | 英文標題                 | 播放日期                                                                 | 通算回數      |
| ---------- | ------------------- | ----------------------- | ------------------------ | ------------------------------------------------------------------------ | ------------- |
| 1982- 1983 | 宇宙刑事Gavan       | 宇宙刑事ギャバン        | Space Sheriff Gavan      | 1982年（昭和57年）3月5日- 1983年（昭和58年）2月25日， 全44話。           | 第1 - 44回    |
| 1983- 1984 | 宇宙刑事Sharivan    | 宇宙刑事シャリバン      | Space Sheriff Sharivan   | 1983年（昭和58年）3月4日- 1984年（昭和59年）2月24日， 全51話。           | 第45 - 95回   |
| 1984- 1985 | 宇宙刑事Shaider     | 宇宙刑事シャイダー      | Space Sheriff Shaider    | 1984年（昭和59年）3月2日- 1985年（昭和60年）3月8日， 全48話・特別編1話。 | 第96 - 144回  |
| 1985- 1986 | 巨獸特搜Juspion     | 巨獣特捜ジャスピオン    | Kyojuu Tokusou Juspion   | 1985年（昭和60年）3月15日- 1986年（昭和61年）3月24日， 全46話。          | 第145 - 190回 |
| 1986- 1987 | 時空戰士Spielban    | 時空戦士スピルバン      | Jikuu Senshi Spielvan    | 1986年（昭和61年）4月7日- 1987年（昭和62年）3月9日， 全44話。            | 第191 - 234回 |
| 1987- 1988 | 超人機Metalder      | 超人機メタルダー        | Choujinki Metalder       | 1987年（昭和62年）3月16日- 1988年（昭和63年）1月17日， 全39話。          | 第235 -273回  |
| 1988- 1989 | 世界忍者战Jiraiya   | 世界忍者戦ジライヤ      | Sekai Ninja Sen Jiraiya  | 1988年（昭和63年）1月24日- 1989年（平成元年）1月22日， 全50話。          | 第274 - 324回 |
| 1989- 1990 | 機動刑事Jiban       | 機動刑事ジバン          | Kidou Keiji Jiban        | 1989年（平成元年）1月29日- 1990年（平成2年）1月28日， 全52話。           | 第325 - 375回 |
| 1990- 1991 | 特警Winspector      | 特警ウインスペクター    | Tokkei Winspector        | 1990年（平成2年）2月4日- 1991年（平成3年）1月13日， 全49話。             | 第376 - 424回 |
| 1991- 1992 | 特救指令Solbrain    | 特救指令ソルブレイン    | Tokkyu Shirei Solbrain   | 1991年（平成3年）1月20日- 1992年（平成4年）1月26日， 全53話。            | 第425 - 477回 |
| 1992- 1993 | 特搜Exceedraft      | 特捜エクシードラフト    | Tokusou Exceedraft       | 1992年（平成4年）2月2日- 1993年（平成5年）1月24日， 全49話。             | 第478 - 526回 |
| 1993- 1994 | 特搜機器人Janperson | 特捜ロボ ジャンパーソン | Tokusou Robo Janperson   | 1993年（平成5年）1月31日- 1994年（平成6年）1月23日， 全50話。            | 第527 - 576回 |
| 1994- 1995 | 蓝色特警组Blue SWAT | ブルースワット          | Blue SWAT                | 1994年（平成6年）1月30日- 1995年（平成7年）1月29日， 全51話。            | 第577 - 627回 |
| 1995- 1996 | 重甲戰隊            | 重甲ビーファイター      | Juukou B-Fighter         | 1995年（平成7年）2月5日- 1996年（平成8年）2月25日， 全51話・特別編2話。  | 第628 - 680回 |
| 1996- 1997 | 超重甲戰隊          | ビーファイターカブト    | B-Fighter Kabuto         | 1996年（平成8年）3月3日- 1997年（平成9年）2月16日， 全50話。             | 第681 - 730回 |
| 1997- 1998 | 铁甲小宝            | ビーロボカブタック      | B-Robo Kabutack          | 1997年（平成9年）2月23日- 1998年（平成10年）3月1日， 全52話。            | 第731 - 782回 |
| 1998- 1999 | 铁腕侦探露宝达      | テツワン探偵ロボタック  | Tetsuwan Tantei Robotack | 1998年（平成10年）3月8日- 1999年（平成11年）1月24日， 全45話。           | 第783 - 827回 |

## 系列終了後派生作品
- 海賊戰隊豪快者 VS 宇宙刑事卡邦 The Movie
- 宇宙刑事卡邦 The Movie
- 假面骑士x超級戰隊×宇宙刑事 超級英雄大戰Z
- 宇宙刑事 NEXT GENERATION
- SPACE SQUAD
- 宇宙戰隊九連者 VS SPACE SQUAD

## 編劇
| №  | 年份 | 作品                | 話數 | 編劇 |
| -- | ---- | ------------------- | ---- | --- |
| 01 | 1982 | 宇宙刑事Gavan       | 44   | 上原正三[37] ,高久進[1] ,松下幹夫[1] ,阿部和江[1] ,高久進＆永井達郎[1] ,筒井ともみ[2] ,林強生[1] |
| 02 | 1983 | 宇宙刑事Sharivan    | 51   | 上原正三[41] ,高久進[8] ,久保田圭司[1] ,湯山晃行[1] |
| 03 | 1984 | 宇宙刑事Shaider     | 49   | 上原正三[49] |
| 04 | 1985 | 巨獸特搜Juspion     | 46   | 上原正三[42] ,山崎晴哉[4] |
| 05 | 1986 | 時空戰士Spielban    | 44   | 上原正三[37] ,上原正三＆小林義明[1] ,會川昇[1] ,瀧澤一穂[1] ,市川靖[1] ,杉村升[3] |
| 06 | 1987 | 超人機Metalder      | 39   | 高久進[23] ,山崎晴哉[1] ,掛札昌裕[1] ,藤井邦夫[7] ,上原正三[1] ,扇澤延男[2] ,中原朗[3] ,柳川茂[1] |
| 07 | 1988 | 世界忍者战Jiraiya   | 50   | 中原朗[2] ,高久進[23] ,藤井邦夫[9] ,寺田憲史[4] ,丸鬼隆[1] ,丸鬼隆＆小池剛[1] ,小池剛[2] ,扇澤延男[5] ,杉村升[2] ,藤井邦夫＆藤井康浩[1]                                                                                 |
| 08 | 1989 | 機動刑事Jiban       | 52   | 杉村升[19] ,藤井邦夫[6] ,高久進[10] ,扇澤延男[9] ,鷺山京子[4] ,荒木憲一[3] ,杉村升＆荒木憲一[1] |
| 09 | 1990 | 特警Winspector      | 49   | 杉村升[13] ,宮下隼一[7] ,高久進[7] ,扇沢延男[8] ,藤井邦夫[1] ,鷺山京子[6] ,山田隆司[4] ,荒木憲一[1] ,増田貴彦[1] ,宮下隼一＆新藤義親[1]                                                                                 |
| 10 | 1991 | 特救指令Solbrain    | 53   | 杉村升[21] ,増田貴彦[3] ,扇澤延男[8] ,鷺山京子[5] ,山田隆司[4] ,宮下隼一[4] ,高久進[4] ,宮下隼一＆鈴木康之[2] ,杉村升＆浅附明子[1] ,石山真弓＆宮下隼一[1]                                                               |
| 11 | 1992 | 特搜Exceedraft      | 49   | 宮下隼一[19] ,鷺山京子[3] ,山田隆司[2] ,扇澤延男[7] ,酒井直行[6] ,増田貴彦[3] ,宮下隼一＆細野辰興[2] ,中野睦[3] ,宮下隼一＆鈴木康之[4]                                                                                  |
| 12 | 1993 | 特搜機器人Janperson | 50   | 宮下隼一[15] ,扇澤延男[7] ,鷺山京子[4] ,曽田博久[5] ,増田貴彦[2] ,酒井直行[2] ,淺香晶[3] ,中野睦[3] ,宮下隼一＆井上一弘[1] ,酒井直行＆扇澤延男[1] ,小林靖子[1] ,扇澤延男＆増田貴彦[2] ,宮下隼一＆鈴木康之[4]            |
| 13 | 1994 | 蓝色特警组Blue SWAT | 51   | 宮下隼一[13] ,扇澤延男[8] ,鷺山京子[3] ,曽田博久[2] ,小林靖子[4] ,淺香晶[6] ,中野睦[2] ,酒井直行[1] ,宮下隼一＆鈴木康之[7] ,増田貴彦[1] ,上原正三[1] ,宮下隼一＆井上一弘[1] ,宮下隼一＆荒川龍[1] ,扇澤延男＆増田貴彦[1] |
| 14 | 1995 | 重甲戰隊            | 53   | 宮下隼一[22] ,扇澤延男[14] ,鷺山京子[7] ,淺香晶[8] ,小林靖子[2] |
| 15 | 1996 | 超重甲戰隊          | 50   | 宮下隼一[23] ,扇澤延男[7] ,淺香晶[8] ,小林靖子[6] ,鷺山京子[6] |
| 16 | 1997 | 铁甲小宝            | 52   | 山田隆司[15] ,西園悟[18] ,浦沢義雄[9] ,扇澤延男[6] ,宮下隼一[4] |
| 17 | 1998 | 铁腕侦探露宝达      | 45   | 山田隆司[16] ,宮下隼一[8] ,西園悟[9] ,扇澤延男[5] ,お～いとしのぶ[2] ,浦沢義雄[5] |

## 關連項目
- 特攝
- 东映
- 朝日电视台

## 相關項目
- 超級英雄時間

## 外部連結
- 東映オフィシャルサイト-メタルヒーロー｜東映特撮BB
- 東映特撮YouTube official （页面存档备份，存于）